# Bret Hudson
Bret Hudson (Sídney, Australia; 2 de octubre de 1973 – 16 de junio de 2023) fue un gimnasta australiano que compitió en los Juegos Olímpicos.

## Carrera

### Juegos Olímpicos
Hudson fue uno de los dos representantes de Australia en Atlanta 1996 donde finalizó en el puesto 51 en el combinado individual.

### Campeonato Mundial
Hudson representó a Australia en seis ediciones del Campeonato Mundial de Gimnasia - 1991, 1992, 1993, 1994, 1995, and 1997.

### Juegos de la Mancomunidad
Participó en la edición de 1994 en Victoria donde ganó una medalla de oro en el salto y una de plata por equipos; y en la edición de 1998 en Kuala Lumpur donde ganó la medalla de plata por equipos y medalla de bronce en salto y en barras paralelas.

## Reconocimientos
Fue parte del Instituto Australiano de Deportes de 1988 a 1998, ganando el logro del gimnasta australiano del año en 1991; y más tarde fue intorducido al Salón de la Fama de la Gimnasia Australiana.